# Earl av Lytton
Earl av Lytton är en engelsk adelstitel. Den skapades 28 april 1880 för diplomaten och poeten Robert Bulwer-Lytton. Han var vicekung i Indien från 1876 till 1880 och brittisk ambassadör i Frankrike från 1887 till 1891.

## Innehavare av titeln
- Robert Bulwer-Lytton, 1:e earl av Lytton
- Victor Bulwer-Lytton, 2:e earl av Lytton
- Neville Stephen Bulwer-Lytton, 3:e earl av Lytton
- Noel Anthony Scawen Lytton-Milbanke, 4:e earl av Lytton
- John Lytton, 5:e earl av Lytton